# شهرستان ولیکیی برزنیی
شهرستان ولیکیی برزنیی (به لاتین: Velykyi Bereznyi Raion) یک سکونتگاه مسکونی در اوکراین است که در استان زاکارپیتا واقع شده‌است.

## خصوصیات
شهرستان ولیکیی برزنیی ۲۸٬۲۱۱ نفر جمعیت دارد.